# Miloš Jiránek
Miloš Jiránek (Lužec nad Vltavou, 1875. november 19. – Prága, 1911. november 2.) cseh neoimpresszionista festő, műkritikus, író és műfordító.

## Pályafutása
Gimnáziumi évei alatt Prágában élt Jaroslav Vrchlický író és műfordító családjával. Jiránek szellemi fejlődésére nagy hatással volt ez a környezet, elsajátított több idegennyelvet, és eredetiben olvasott irodalmi műveket. 
1894-ben a Károly Egyetemen kezdett filozófiai tanulmányokba. 1895 és 1899 között a prágai Képzőművészeti Akadémián tanult először Maximilian Pirnernél, egy év után pedig Vojtěch Hynais tanítványa lett. 1897-ben csatlakozott a képzőművészek egyesületéhez, a Máneshez.
1900 februárjában Münchenbe, majd Velencébe és Triesztbe utazott, ősszel pedig barátjával, Arnošt Hofbauerrel a világkiállításra, Párizsba. Ott találkozott Auguste Rodinnel. Aktív szerepet vállalt 1902-ben a Rodin- majd 1905-ben a Munch-kiállítás megrendezésében. 1903-ban Szlovákiában dolgozott a Tátra-sorozatán. 1905-ben megnősült. Amikor a Hradzsinban laktak, egyéni stílusú képeket festett a közeli prágai várról. Első saját kiállítása 1910-ben nyílt meg a Topič-szalonban. Ősszel idegösszeomlást kapott, és röviddel utána tuberkulózisos agyhártyagyulladásban hunyt el, 35 évesen.

## Válogatott írásai
- Coloured etchings.   Vojtěch Preissig társszerzővel. Edward Preissig, New York 1906.
- Josef Manes. Mit einem Einführungstext von Miloš Jiránek, Volných Smĕru, Prag 1905
- Antonín Slavíček. Výbor z jeho díla. Manes, Prag 1910 (Antonín Slavíček. Auswahl aus dem Werk).
- Hanuš Schwaiger. Manes, Prag 1912
- O českém malířství moderním. Z. Jeřábek, Prag 1934 (Über tschechische moderne Malerei).
- Literární dílo. F. Borový, Prag 1936 (Das literarische Werk).
- Die Moderne Galerie des Königreiches Böhmen. In: Čechische Revue. 2. Jahrgang, Grosman & Svoboda, Prag 1908, S. 161–167

## Galéria

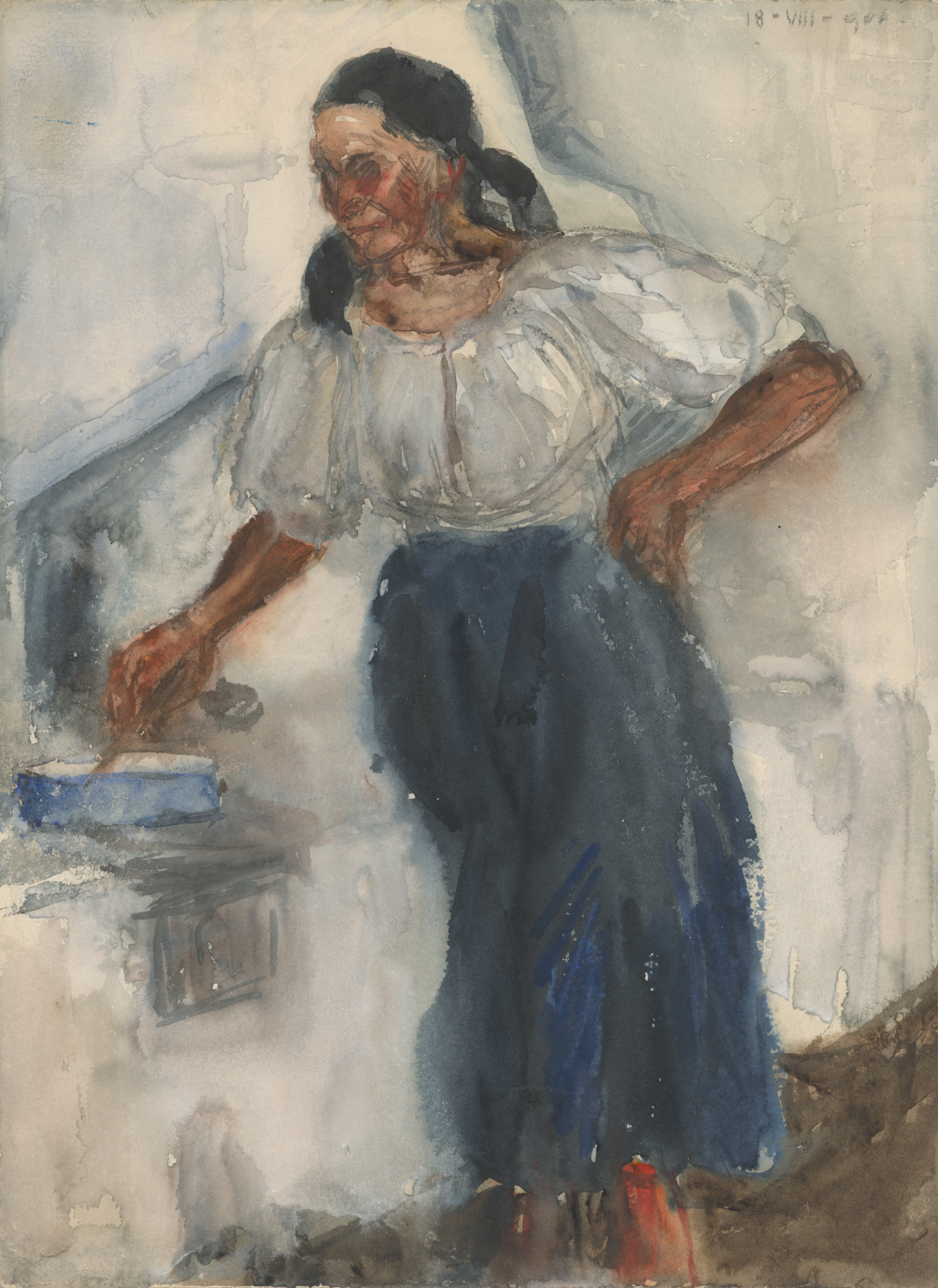
Asszony a kemencénél
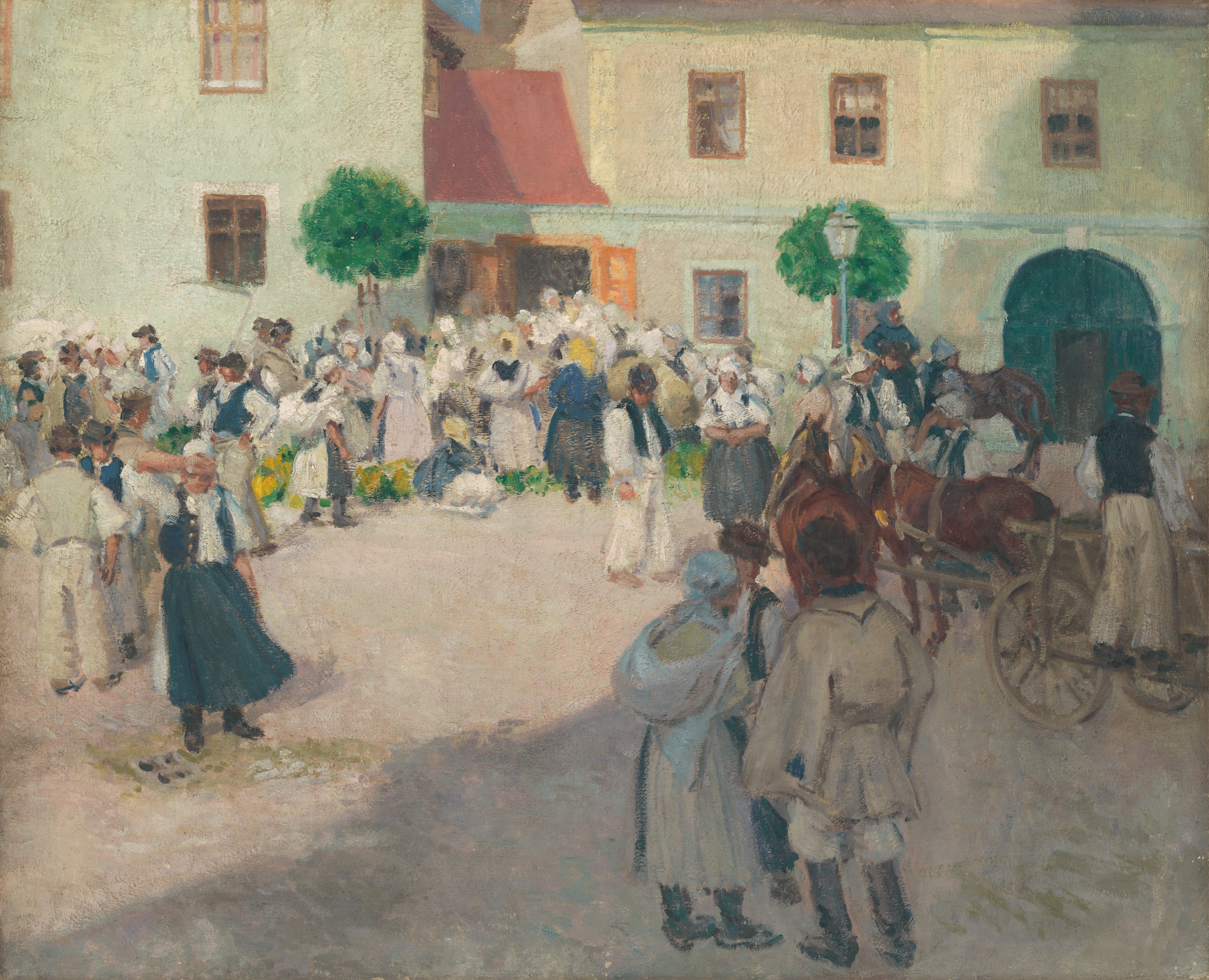
Vásár Miavában
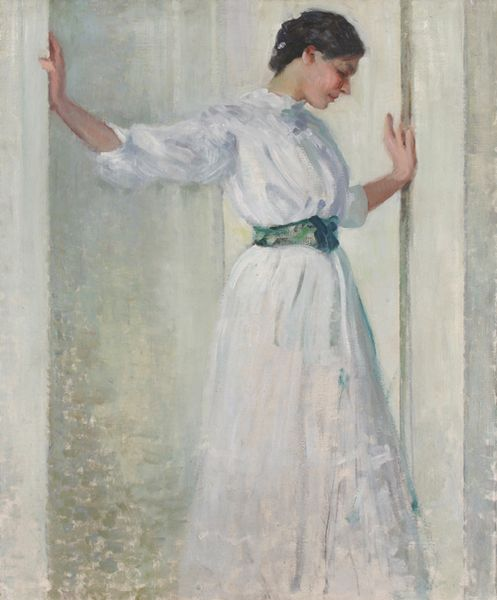
Fehér tanulmány
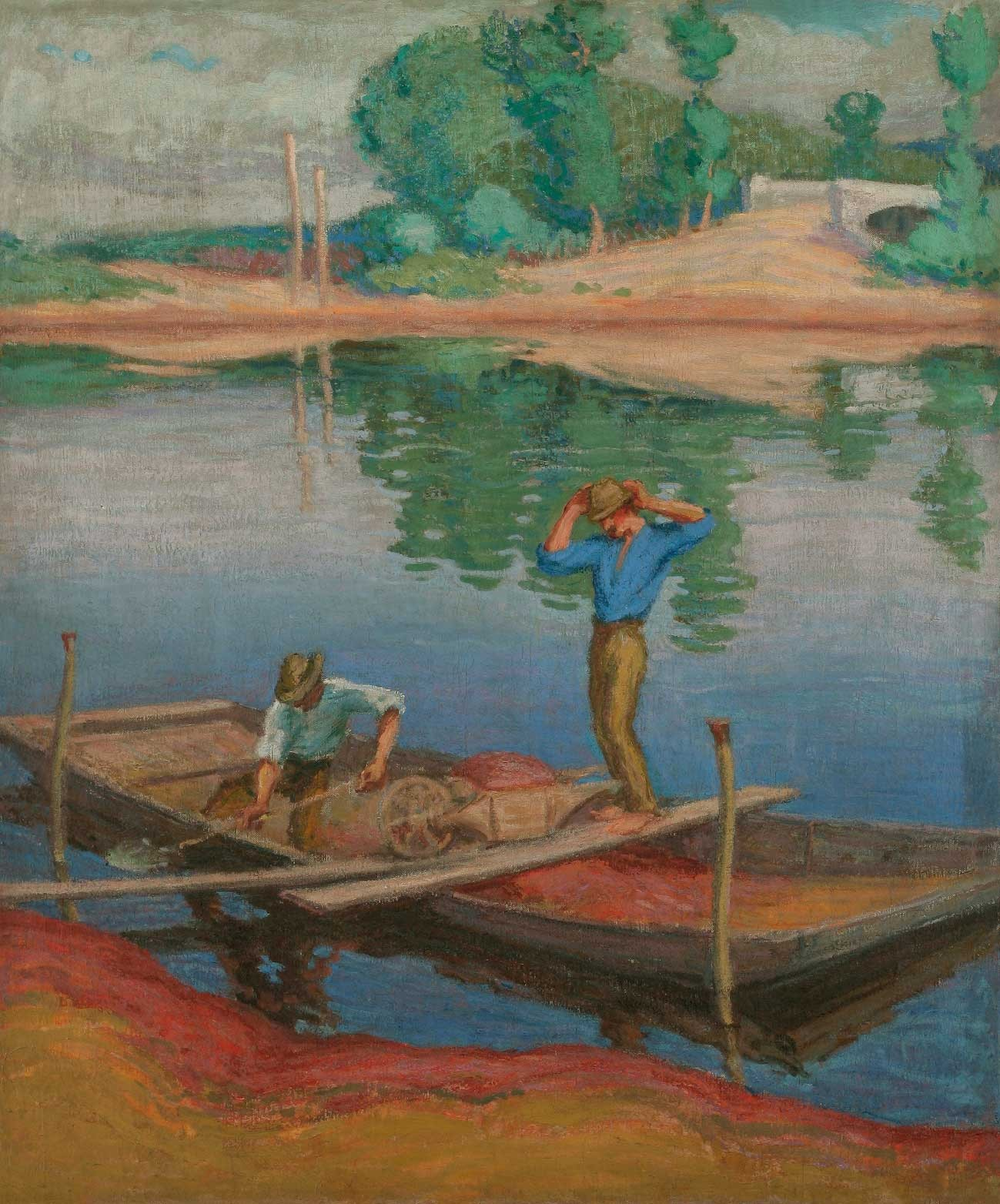
Fütyülő férfiak

## Fordítás
- Ez a szócikk részben vagy egészben  a   Miloš Jiránek című német Wikipédia-szócikk ezen változatának fordításán alapul.  Az eredeti cikk szerkesztőit annak laptörténete sorolja fel. Ez a jelzés csupán a megfogalmazás eredetét és a szerzői jogokat jelzi, nem szolgál a cikkben szereplő információk forrásmegjelöléseként.